# Schädling
Der Ausdruck „Schädling“ ist eine Kollektivbezeichnung für Organismen, die den wirtschaftlichen Erfolg des Menschen schmälern, sei es als Zerstörer von Kulturpflanzen, als Nahrungskonkurrent oder durch Zerstörung von Bauwerken.
Die Bezeichnung „Schädling“ wurde im deutschen Sprachraum erstmals um das Jahr 1880 für die Reblaus gebraucht. Im Allgemeinen bezeichnet man Tiere, insbesondere Insekten, als Schädlinge. Pilze, Viren und Bakterien werden dagegen eher unter den Begriffen Krankheitserreger oder Pathogene zusammengefasst.
Eine übertragene Bedeutung hat der Begriff in Vergangenheit mit dem abwertenden Ausdruck „Volksschädling“ durch die NS-Propaganda erfahren, womit bestimmte Menschen auf die Stufe schädlicher Tiere gestellt wurden.
Schadprogramme für Computer werden auch Computerschädlinge genannt.

## Beispiele
Zu den Schädlingen werden unter anderem gezählt:

### Agrarschädlinge
- Tiere
  - Ackerbohnenkäfer
  - Apfelwickler
  - Blattläuse
  - Blattrandkäfer
  - Fransenflügler (Thripse)
  - Fruchtschalenwickler

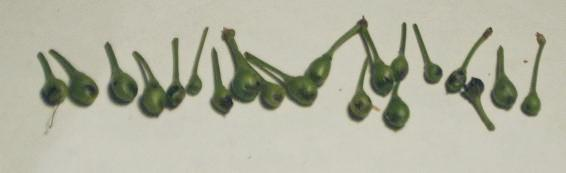
Früchte eines Pflaumenbaums mit Pflaumenwicklerbefall (eine Woche nach Blüte)

  - Kaninchen (Säugetier, Australien)
  - Kartoffelkäfer
  - Kirschfruchtfliege
  - Maikäfer
  - Maiszünsler
  - Pflaumenwickler
  - Rhododendron-Zikade
  - Saateule
  - Schildläuse
  - Schwammspinner
  - Spinnmilbe
  - Traubenwickler
  - Walnussfruchtfliege
  - Weiße Fliege
  - Wellensittiche
  - Westlicher Maiswurzelbohrer

- Pilze und Protisten
  - Rotpustelpilz (Nectria)
  - Phytophthora (Falscher Mehltau)

### Forstschädlinge
- Tiere
  - bestimmte Blattläuse
  - Blauer Kiefernprachtkäfer
  - Borkenkäfer
  - Eichenprachtkäfer
  - Eichen-Prozessionsspinner
  - Eichenwickler
  - Fichtengespinstblattwespe
  - Gemeiner Holzwurm, oft nur als Nagekäfer bezeichnet
  - Großer Brauner Rindenfresser
  - Kiefernbuschhornblattwespe
  - Kieferneule
  - Kiefernspanner
  - Kleine Fichtenblattwespe
  - Nonne
  - Rosskastanienminiermotte
  - Schwammspinner
  - Splintholzkäfer

- Pilze und Protisten
  - Brandkrustenpilz
  - Hallimasch
  - bestimmte Phytophthora-Arten
  - Wurzelschwamm
  - Zunderschwamm

### Vorratsschädlinge

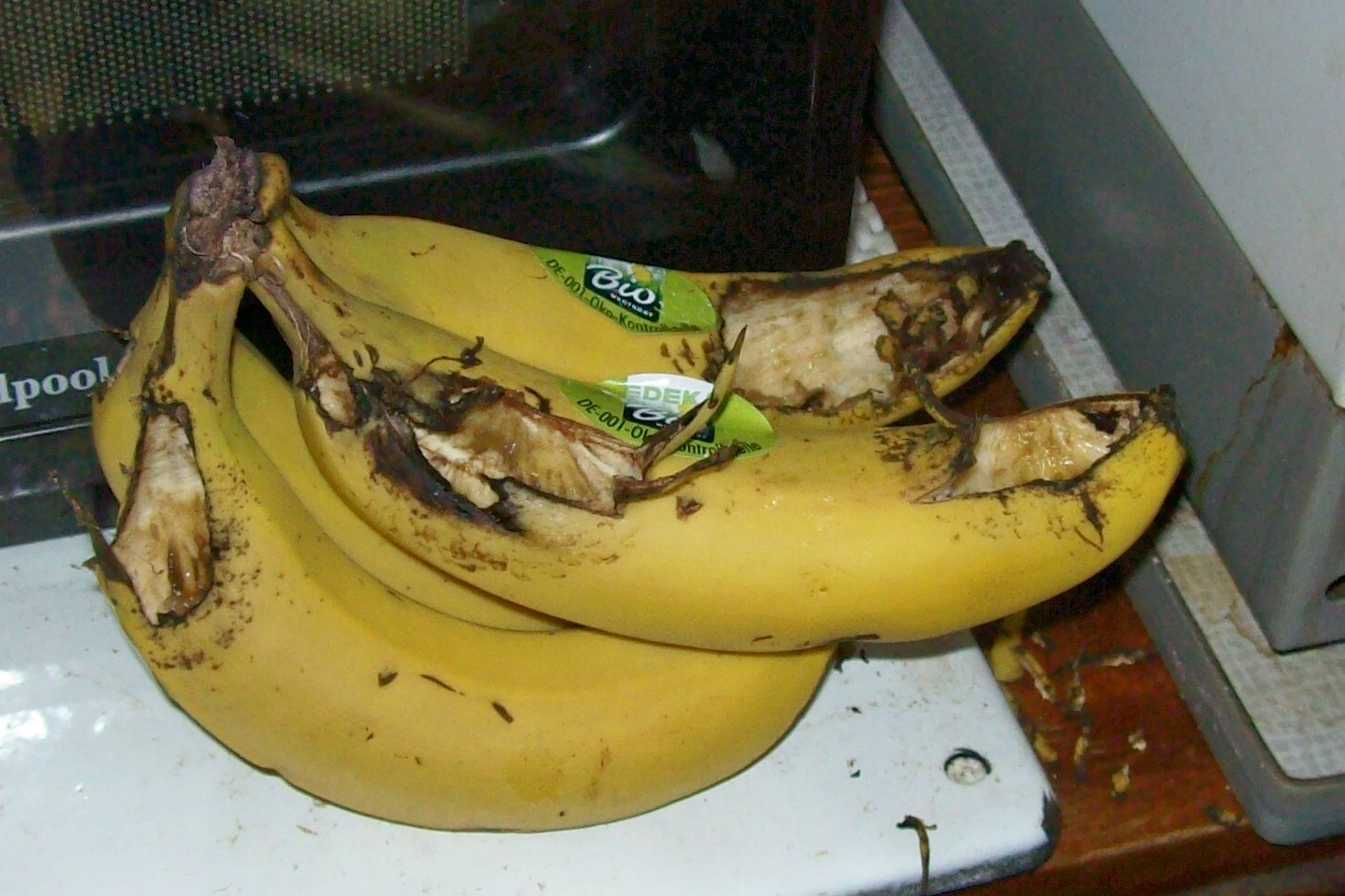
Fraßschaden durch Mäuse

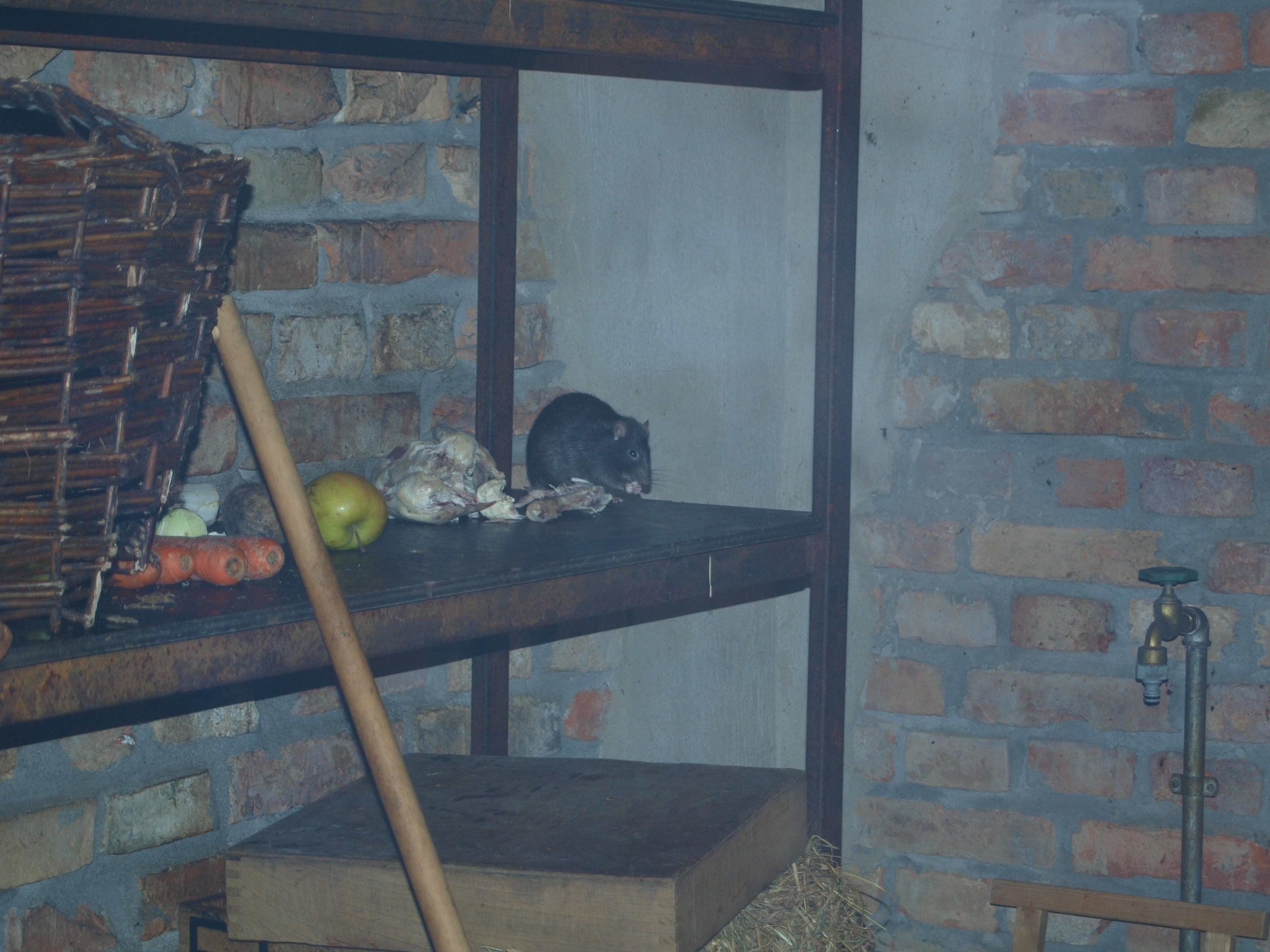
Ratte als Schädling

- Tiere
  - Deutsche Schabe
  - Getreideplattkäfer
  - Hausmaus (Säugetier)
  - Kleidermotte
  - Kornkäfer
  - Mehlmotte
  - Ratten (Säugetier)

### Holzschädlinge
- Tiere
  - Gemeiner Nagekäfer, umgangssprachlich oft als „Holzwurm“ bezeichnet
  - Hausbock, oft fälschlich mit dem Gemeinen Holzbock verwechselt
  - Splintholzkäfer
  - Termiten

- Pilze
  - Brauner Kellerschwamm
  - Echter Hausschwamm
  - Zaunblättling

### Weitere Materialschädlinge
- Larven der Speckkäfer
- Braune Wegameise[2][3]